# Коллинз, Майкл (астронавт)
Майкл «Майк» Ко́ллинз (англ. Michael «Mike» Collins; 31 октября 1930, Рим, Королевство Италия — 28 апреля 2021, Нейплс, США) — американский астронавт и лётчик-испытатель, бригадный генерал ВВС США.

## Биография
Окончив Военную академию США, вступил в ВВС США, служил лётчиком-истребителем, прошёл обучение по специальности лётчика-испытателя. В 1963 году был отобран в группу «Четырнадцати» (3-й отряд астронавтов НАСА).
Побывал в космосе дважды. Первый полёт — на «Джемини-10» в июле 1966 года, где его командиром был Джон Янг. В этом полёте Майкл дважды выходил в открытый космос (третий американец, вышедший в космическое пространство и первый человек в мире, совершивший второй выход в открытый космос).
Второй полёт — вокруг Луны на «Аполлоне-11» в июле 1969 года. Майкл Коллинз — один из 24 человек, летавших к Луне. Он был пилотом командного модуля «Колумбия» и оставался на орбите Луны, когда Нил Армстронг и Базз Олдрин в лунном модуле «Орёл» впервые совершили посадку на поверхность спутника Земли.
Несмотря на то, что Коллинзу было предложено место командира дублирующего экипажа миссии «Аполлон-14» и, следовательно, ему открывался шанс ещё раз слетать к Луне в составе миссии «Аполлон-17», он отказался от этой возможности, решив закончить свою карьеру астронавта.
В 1969 году получил должность помощника госсекретаря США по связи с общественностью, в 1970 году стал помощником министра коммунального хозяйства. С 1971 года — директор Национального музея авиации и космонавтики, с 1978 — зам. учёного секретаря Смитсоновского института в Вашингтоне.
В 1975 году Майкл Коллинз был в СССР и, в частности, посетил Государственный музей истории космонавтики имени К. Э. Циолковского в Калуге.
Скончался 28 апреля 2021 года от рака в своем доме в Нейплсе.
Похоронен на Арлингтонском национальном кладбище в Арлингтоне.
Базз Олдрин, который стал последним живым членом экипажа "Аполлона-11", сказал: "где бы Коллинз ни был или будет, у вас всегда будет Огонь, который ловко поведет нас к новым высотам и будущему."

## В массовой культуре
Коллинз один из астронавтов, показанных в документальном фильме 2007 года «В тени Луны». У него была небольшая часть роли, как «старик» в 2009 в фильме «Бунтующая юность».
В манге Наоки Урасава «20th Century Boys», главный антагонист, прикидывается Майклом Коллинзом, на первых этапах создания своей организации, вербуя участников под личностью знаменитого астронавта.
В 1996 году в телевизионном фильме «Аполлон-11», его сыграл Джим Метцлер, и в 1998 году на канале HBO мини-сериал с Земли на Луну, его сыграл Кэри Элвес.
В 2009 ТВ кино Луну, он играет роль Эндрю Линкольна.
В 2018 году в фильм Первый мужчина, он был изображен Лукасом Хаасом, и он показан в 2019 документальный фильм «Аполлон-11». За вклад в телевизионную индустрию астронавты «Аполлона-11» были удостоены круглых табличек на Голливудской аллее славы. В «За все человечество» его играет Райан Кеннеди. В «Короне» его играет Эндрю-Ли Поттс.
В сериале "Для всего человечества" роль Коллинза исполнил РайанКеннеди (Ryan Kennedy)
Английская прог-рок- группа Jethro Tull записала песню «For Michael Collins, Jeffrey and Me», которая вошла в альбом the Benefit 1970 года. В песне сравниваются чувства вокалиста Иэна Андерсона (и друга Джеффри Хэммонда), испытываемые им самим астронавтом, когда он оказывается брошенным теми, кому выпала честь ходить по поверхности Луны.
В 2013 году инди-поп-группа The Boy Least Likely To выпустила песню «Майкл Коллинз» в альбоме The Great Maybe. В песне используется ощущение Коллинза о том, что ему посчастливилось испытать чувство одиночества, когда он по-настоящему отделен от всех других человеческих контактов, в отличие от отсутствия перспективы в современном обществе. Американский фолк-исполнитель Джон Крейги записал песню под названием «Michael Collins» для своего альбома 2017 года No Rain, No Rose. Песня описывает его роль как неотъемлемой части миссии «Аполлон-11» с припевом: «Иногда ты получаешь славу, иногда сидишь за сценой, но если бы не я, эти парни все еще были бы там».
Коллинз предоставил текст для Google Doodle, посвященного 50-летию полета «Аполлона-11» на Луну в 1969 году.

## Награды

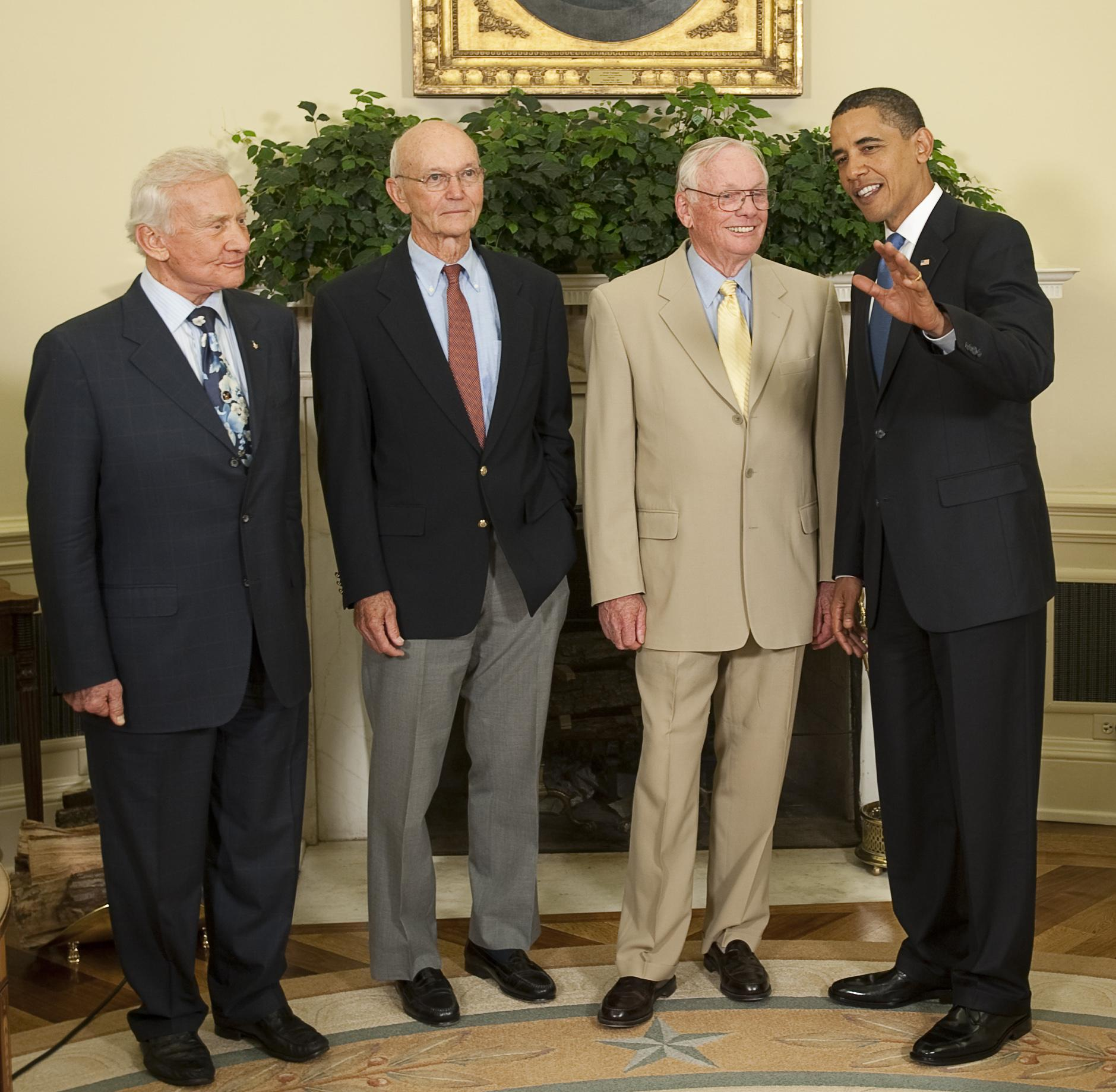
Майкл Коллинз (в центре) и его коллеги по полёту — Армстронг (правее) и Олдрин (слева) на приёме у Барака Обамы в Овальном кабинете Белого дома по поводу 40-летия полёта на Луну

- Премия Галабера Международной астронавтической федерации.
- Включён в Зал славы астронавтов.
- В 1969 году был награждён Медалью Каллума, в 1970 году — медалью НАСА «За выдающуюся службу».
- В 1970 году Международный астрономический союз присвоил имя Майкла Коллинза кратеру на видимой стороне Луны.
- В 2009 году награждён высшей наградой США Золотой медалью Конгресса (вручена 16 августа 2011 года).

## Память
- Минерал армолколит[англ.] назван в честь астронавтов Армстронга, Олдрина и Коллинза[9][10][11].
- Скафандр Коллинза хранится в Музее космонавтики  (Москва)[12].